# Almirante Lynch (PFG-07)
La  ex fragata chilena Almirante Lynch, actualmente BAE Morán Valverde de la Armada del Ecuador, es una fragata lanzamisiles de la Clase Leander.
La quilla de esta fragata clase «Leander» le fue colocada en diciembre de 1971, siendo botada al agua el 6 de diciembre de 1972, completándose e izándose en ella la bandera chilena el 25 de mayo de 1974.
Zarpó a Chile después de cumplir un período de entrenamiento con la Armada Británica, llegando a Valparaíso el 14 de febrero de 1975.
A fines del 2006 y luego de haber prestado servicios en la Escuadra por más de 32 años,la nave efectuó su viaje despedida desde Valparaíso rumbo a Talcahuano el 14 de diciembre de 2006, para quedar en condición de «reserva activa», y en dicha condición se mantuvo en el puerto de Talcauano hasta que el 4 de junio de 2007, la nave fue dada de baja del servicio naval, después de 33 años de historia y traspasada a la Agrupación de Buques en Reserva.
En marzo de 2008 fue vendida a Ecuador junto con la «Almirante Condell» y fue renombrada como BAE Morán Valverde. 

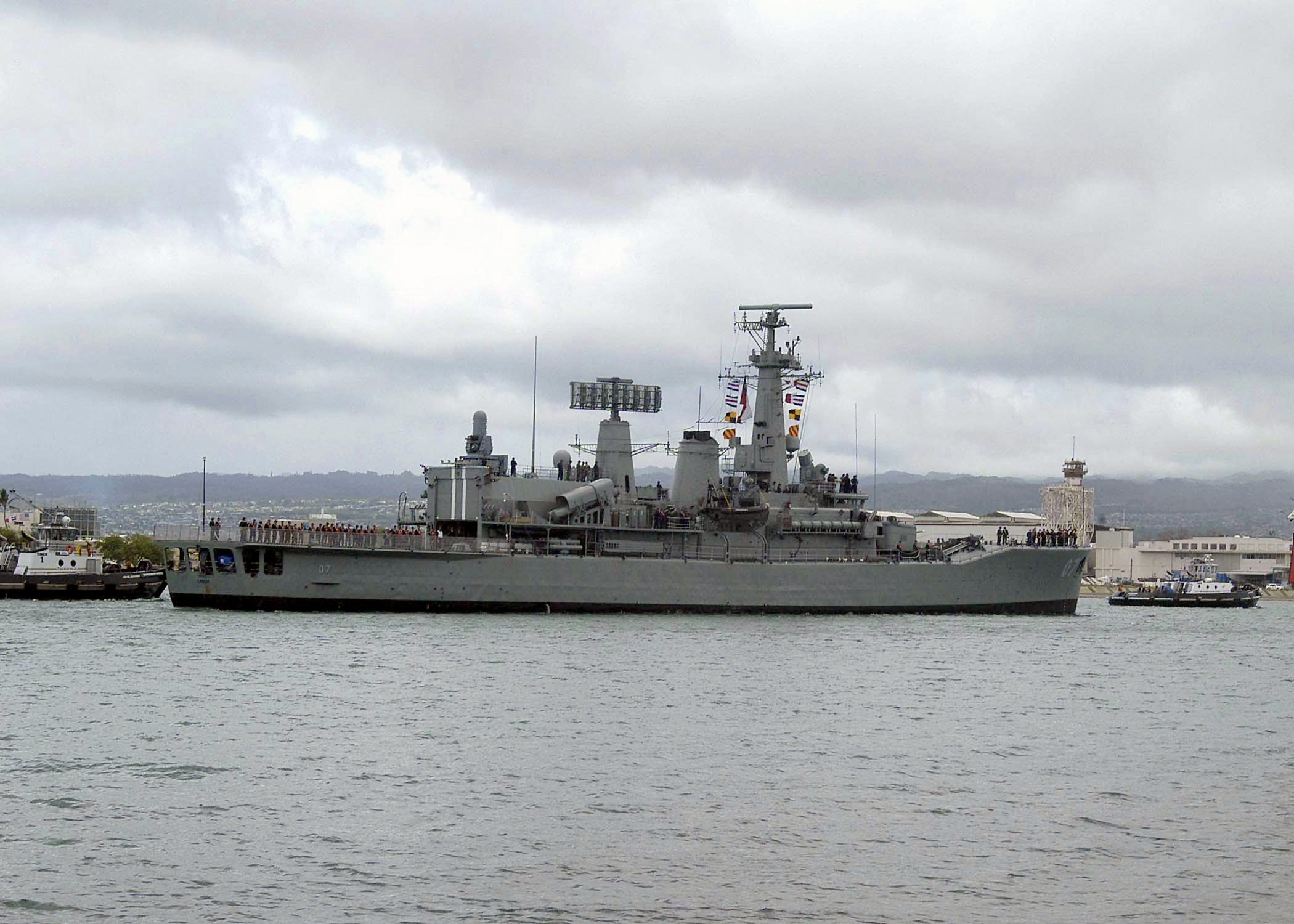
La fragata «Almirante Lynch» en RIMPAC 2004.

- Datos: Q4351111
- Multimedia: Almirante Lynch (PFG-07) / Q4351111